# Ferdinand-Joseph de Cupis Camargo
Pour les autres membres de la famille, voir Famille de Cupis de Camargo.
Pour les articles homonymes, voir Cupis et Camargo.
Ferdinand-Joseph de Cupis alias Camargo est un violoniste et maître à danser né à Bruxelles le 29 février 1684 et mort à Paris le 19 mars 1757.
D'extraction noble mais ruiné par son aïeul, il exerce le métier de musicien et donne des leçons de danse pour subvenir aux besoins de sa famille.
Fils de Michel de Cupis alias Camargo et d'Anne-Marie Douay (ou Douwez), il épouse le 2 août 1709 Anne de Smedt, fille d'un mercier de Bruxelles. De cette union naîtront cinq enfants baptisés à Saint-Nicolas et Sainte-Gudule :
1. Marie-Anne (15 avril 1710 - Paris, 1770)
2. Jean-Baptiste (23 novembre 1711 - Montreuil, 30 avril 1788), violoniste et compositeur
3. Anne-Catherine (8 juillet 1713 - Marseille, 26 décembre 1758)
4. Marie-Anne (1er avril 1715 - ?), qui dansera sous le prénom de Sophie
5. François (Paris, 19 novembre 1732 - Paris, 13 octobre 1808), premier violoncelle à l'Opéra de Paris.

On prétend que la princesse de Ligne, séduite par les talents précoces de Marie-Anne, engage son père à son service. Ce serait elle aussi qui organise, en 1725, le départ de la famille pour Rouen et l'entrée de Marie-Anne à l'Opéra de Paris.
Ferdinand-Joseph danse au Théâtre de la Monnaie de 1720 à 1725, puis la famille quitte Bruxelles pour Rouen d'où, après un court séjour, elle arrive à Paris pour les débuts de Marie-Anne à l'Opéra.
Soucieux de l'éducation de ses enfants, il en fera d'excellents musiciens et danseurs.